# Харлім Валерій Михайлович
Вале́рій Миха́йлович Харлі́м (*23 вересня 1972, Бровари, Київська область, УРСР) — колишній народний депутат України.
Народився 23 вересня 1972 року у Броварах на Київщині.

## Життєпис
- Київський національний університет (1989—1994), «Прикладна математика».
- Нардеп 6-го скликання з листопада 2007 до грудня 2012 від Партії регіонів, № 107 в списку. На час виборів: тимчасово не працював, безпартійний.
- Член Комітету з питань законодавчого забезпечення правоохоронної діяльності (грудень 2007 — квітень 2010),
- член Комітету з питань бюджету (з квітня 2010), член фракції Партії регіонів (з листопада 2007).

- 1996—1997 — директор ЗАТ «К. Продімпортторг».
- Грудень 2003 — жовтень 2004 — член спостережної ради Венчурного закритого недиверсифікованого пайового інвестиційного фонду «Розвиток міста».
- Грудень 2003 — листопад 2004, червень — серпень 2005 — член спостережної ради АКБ «Трансбанк».
- З серпня 2005 — член спостережної ради Венчурного закритого недиверсифікованого пайового інвестиційного фонду «Розвиток інформаційних міст».

## Депутатська діяльність
10 серпня 2012 року у другому читанні проголосував за Закон України «Про засади державної мовної політики», який суперечить Конституції України, не має фінансово-економічного обґрунтування і спрямований на знищення української мови. Закон було прийнято із порушеннями регламенту.

## Сім'я
Дружина — Каріна Володимирівна.  
Син — Тімур Валерійович (2007 р.н). 